# عباس الموسوي (فنان)
الفنان التشكيليعباس الموسوي
مواليد البحرين 1952

## نبذة عن الفنــــــان
عباس الموسوي فنان محترف منذ أكثر من أربعين عاما ومؤسس مشروع الفن والسلام في عام 1991. تعلم فن الرسم على يد الفنان البحريني الدكتور أحمد باقر، وتابع دراسة الفنون في وقت لاحق في جامعة القاهرة حيث انجذب للاسلوب الانطباعي للفنان صبري راغب، الذي يعتبره حتى الآن أمير الرسامين. وقد استمد الفنان فنه أساسا من سوق المنامة القديم وضواحي المنامة والقرى المحيطة بها. ونظرا للتغيرات العمرانية التي حدثت في البحرين اندثرت معظم المناظر الطبيعية في المناطق الحضرية والريفية، وقد احتفظت لوحاته بالمشاهد الخيالية والجمالية الضرورية لربط الحاضر بالماضي. وفي الواقع تعتبر هذه اللوحات ثروة وطنية للبحرين حيث أبرز الفنان في لوحاته التجريدية سحر الأالوان الطبيعية وابداعه الفني وجمال الطبيعة.

## مؤهلات الفنان العلمية
- في عام 1975 نال الفنان شهادة الدبلوم في تدريس الرسم من المعهد العالي للمعلمين في البحرين[1]
- وفي العام 1979 نال شهادة البكالوريوس في التصميم الداخلي من جامعة القاهرة
- وفي العام 1986 ابتعثته السفارة الأمريكية بالبحرين للولايات المتحدة الأمريكية في دورة متخصصة للاطلاع على الفنون في سبع ولايات أمريكية

## بعض معارض الفنان الشخصية
- أقام الفنان في العام 1977 معرضا في فندق الشيراتون المنامة البحرين [2]
- وفي العام 1985 أقام معرضا في جمعية البحرين للفنون التشكيلية بالبحرين
- وفي العام 1986 أقام معرضا في البنك البريطاني للشرق الأوسط بالبحرين
- وفي العام 1991 أقام معرضا عن حرب الخليج الثانية في فندق شيراتون بالبحرين
- وفي العام 1995 أقام معرضا في بمقر الامم المتحدة بجنيف في سويسرا
- وفي العام 1996 أقام معارض في باريس بفرنسا وجنيف ولوزان بسويسرا
- وفي العام 1998 أقام معرضا بمناسبة الاحتفال بمرور 25 عام على إنشاء جمعية البحرين للفنون التشكيلية بالبحرين
- وفي العام 2000 أقام معرضا بصالة الرواق بالعدلية في البحرين
- وفي العام 2006 أقام معرضا بجامعة الدول العربية في القاهرة بجمهورية مصر العربية

بعض المعارض الجماعية التي شارك فيها الفنان:
- من العام 1985 إلى العام 2011 شارك الفنان عباس الموسوي في العديد من المعارض مع فنانين في المملكة المتحدة وموريشس ومصر وعُمان وسويسرا وفرنسا وروسيا وتايبيه والهند والكويت والمغرب والصين والأردن وأيرلندا وتونس

كما شارك الفنان عباس الموسوي مع الفنان الشيخ راشد آل خليفة في معرضين بلندن وتايوان في العام 2003 و 2005 على التوالي 

## مشاريع السلام
دشن الفنان عباس الموسوي مشروع السلام قبل دخول العام 2000 بألفي يوم بتاريخ 10 يوليو 1993 بإقامة معرض من أجل السلام في مهرجان لمدة اسبوع بجمعية البحرين للفنون التشيكلية
- وفي لعام 1995 أقام مشروع السلام في ألمانيا وفي نفس العام أقامه في المهرجان الثالث بحديقة القرم بسلطنة عمان
- كما أقام المشروع في مدينة كاستل مجوري ومدينة ميلانو بإيطاليا في عامي 1996 و 1997 على التوالي
- وفي العام 1997 أقام الفنان مشروع السلام في قصر الأمم المتحدة بمناسبة الذكرى الـ50 للامم المتحدة بمشاركة 1000 فنان وطفل
- وفي العام 2001 وبدخول الألفية الثالثة أقام الفنان معرض رسالة السلام في موقع شجرة الحياة بمشاركة 2000 طالب من المدارس الخاصة
- وفي العام 2005 أقام الفنان المشروع بمقر الأمم المتحدة في جنيف بسويسرا بمناسبة الذكرى الـ60 للأمم المتحدة بمشاركة 192 دولة [4]
- وفي العام 2006 أقام الفنان المشروع في جامعة الدول العربية في القاهرة في الذكرى الـ60 للأمم المتحدة مع 500 فنان وطفل[5]
- وفي العام 2007 أقام الفنان نفس المشروع في الصين بمشاركة 100 طفل و 20 فنان [6][7]
- وفي العام 2013 تفضل الفنان الشيخ راشد آل خليفة بافتتاح المرسم الجديد للفنان عباس الموسوي «بيت الفن السلام»
- وفي العام 2015 تلقى الفنان الموسوي دعوة من الأمين العام للأمم المتحدة السيد بان كي مون لإقامة مشروع السلام في مقر الأمم المتحدة بنيويورك بمناسبة الذكرى الـ70 على تاسيسها

## بعض الأوسمة والجوائز التي حصل عليها الفنان
- في العام 2009 منح ملك البحرين الفنان عباس الموسوي وسام الكفاءة من الدرجة الأولى [8]
- وفي العام 2003 نال الفنان جائزة «ملون» من الخطوط الجوية السعودية بجدة
- وفي العام 1990 نال الفنان جائزة الدانة بمعرض اليوم الوطني لدولة الكويت
- وفي العام 1984 نال الفنان الجائزة الأولى في مسابقة تصميم الطوابع البريدية التي أقامتها بمناسبة مرور مائة عام على إنشاء إدارة الخدمات البريدية
- وفي العام 1978 نال الفنان جائزة دلمون الأولى في المعرض السنوي للفنون التشكيلية الذي أقامته وزارة الإعلام
- في العام 1977 نال الفنان الجائزة الأولى في المسابقة التي أقامتها الدول المشاركة في شركة طيران الخليج